# Formica ligniperda
Formica ligniperda é uma espécie de formiga do gênero Formica, pertencente à subfamília Formicinae.